# Elecciones a las Cortes de Castilla-La Mancha de 1991
En las elecciones  a las Cortes de Castilla-La Mancha de 1991, que tuvieron lugar el 26 de mayo de 1991, el Partido Socialista obtuvo un gran respaldo social al conseguir una nueva mayoría en la cámara autonómica, aumentando en 7 puntos sus anteriores resultados. José Bono, candidato del PSOE, fue aupado nuevamente a la presidencia de la Junta de Comunidades de Castilla-La Mancha.
Estas elecciones tuvieron como gran sorpresa la entrada por primera vez en las Cortes de Izquierda Unida, así como la desaparición de la representación del CDS en la cámara.

## Resultados
| ← Elecciones a las Cortes de Castilla-La Mancha de 1991 → |                                                        |                      |         |       |         |     |
| Presidente y gobierno | Partido                                                | Candidato            | Votos   | %     | Escaños | +/- |
| - Presidente: José Bono Martínez - Gobierno: PSOE - Censo: 1.304.996 - Votantes: 946.138 (72,5%) - Abstención: 358.858 (27,5%) - Válidos: 938.974 - A candidatura: 929.674 (99,0%) | Partido Socialista Obrero Español (PSOE)               | José Bono Martínez   | 489.876 | 52,69 | 27      | +2  |
| - Presidente: José Bono Martínez - Gobierno: PSOE - Censo: 1.304.996 - Votantes: 946.138 (72,5%) - Abstención: 358.858 (27,5%) - Válidos: 938.974 - A candidatura: 929.674 (99,0%) | Partido Popular (PP)                                   | José Manuel Molina   | 336.642 | 36,21 | 19      | +1  |
| - Presidente: José Bono Martínez - Gobierno: PSOE - Censo: 1.304.996 - Votantes: 946.138 (72,5%) - Abstención: 358.858 (27,5%) - Válidos: 938.974 - A candidatura: 929.674 (99,0%) | Izquierda Unida (IU)                                   | José Molina Martínez | 57.967  | 6,24  | 1       | +1  |
| - Presidente: José Bono Martínez - Gobierno: PSOE - Censo: 1.304.996 - Votantes: 946.138 (72,5%) - Abstención: 358.858 (27,5%) - Válidos: 938.974 - A candidatura: 929.674 (99,0%) | Centro Democrático y Social (CDS)                      |                      | 32.793  | 3,53  | 0       | -4  |
| - Presidente: José Bono Martínez - Gobierno: PSOE - Censo: 1.304.996 - Votantes: 946.138 (72,5%) - Abstención: 358.858 (27,5%) - Válidos: 938.974 - A candidatura: 929.674 (99,0%) | Los Verdes (LV)                                        |                      | 4.836   | 0,52  | 0       |     |
| - Presidente: José Bono Martínez - Gobierno: PSOE - Censo: 1.304.996 - Votantes: 946.138 (72,5%) - Abstención: 358.858 (27,5%) - Válidos: 938.974 - A candidatura: 929.674 (99,0%) | Acción por Talavera (ACTAL)                            |                      | 2.441   | 0,26  | 0       |     |
| - Presidente: José Bono Martínez - Gobierno: PSOE - Censo: 1.304.996 - Votantes: 946.138 (72,5%) - Abstención: 358.858 (27,5%) - Válidos: 938.974 - A candidatura: 929.674 (99,0%) | Partido Socialdemócrata de Castilla-La Mancha (SODECL) |                      | 1.102   | 0,12  | 0       |     |
| - Presidente: José Bono Martínez - Gobierno: PSOE - Censo: 1.304.996 - Votantes: 946.138 (72,5%) - Abstención: 358.858 (27,5%) - Válidos: 938.974 - A candidatura: 929.674 (99,0%) | Partido Unitario Regionalista (PUR)                    |                      | 1.052   | 0,11  | 0       |     |
| - Presidente: José Bono Martínez - Gobierno: PSOE - Censo: 1.304.996 - Votantes: 946.138 (72,5%) - Abstención: 358.858 (27,5%) - Válidos: 938.974 - A candidatura: 929.674 (99,0%) | Partido Regionalista de Castilla-La Mancha (PR)        |                      | 984     | 0,11  | 0       |     |
| - Presidente: José Bono Martínez - Gobierno: PSOE - Censo: 1.304.996 - Votantes: 946.138 (72,5%) - Abstención: 358.858 (27,5%) - Válidos: 938.974 - A candidatura: 929.674 (99,0%) | Tierra Comunera (TC)                                   |                      | 918     | 0,10  | 0       |     |
| - Presidente: José Bono Martínez - Gobierno: PSOE - Censo: 1.304.996 - Votantes: 946.138 (72,5%) - Abstención: 358.858 (27,5%) - Válidos: 938.974 - A candidatura: 929.674 (99,0%) | Partido Regional de Guadalajara (PRGU)                 |                      | 769     | 0,08  | 0       |     |
| - Presidente: José Bono Martínez - Gobierno: PSOE - Censo: 1.304.996 - Votantes: 946.138 (72,5%) - Abstención: 358.858 (27,5%) - Válidos: 938.974 - A candidatura: 929.674 (99,0%) | Alianza por la República (AR)                          |                      | 294     | 0,03  | 0       |     |
| - Presidente: José Bono Martínez - Gobierno: PSOE - Censo: 1.304.996 - Votantes: 946.138 (72,5%) - Abstención: 358.858 (27,5%) - Válidos: 938.974 - A candidatura: 929.674 (99,0%) | En blanco                                              | N/A                  | 9.300   | 0,7   | N/A     | N/A |
| - Presidente: José Bono Martínez - Gobierno: PSOE - Censo: 1.304.996 - Votantes: 946.138 (72,5%) - Abstención: 358.858 (27,5%) - Válidos: 938.974 - A candidatura: 929.674 (99,0%) | Nulos                                                  | N/A                  | 7.164   | 0,5   | N/A     | N/A |

## Elección e investidura del Presidente de Castilla-La Mancha
| Candidato        | Fecha                                                  | Voto       |    |    |   | Total |
| ---------------- | ------------------------------------------------------ | ---------- | -- | -- | - | ----- |
| José Bono (PSOE) | 3 de julio de 1991 Mayoría requerida: Absoluta (24/47) | Sí         | 27 |    |   | 27/47 |
| José Bono (PSOE) | 3 de julio de 1991 Mayoría requerida: Absoluta (24/47) | No         |    | 19 |   | 19/47 |
| José Bono (PSOE) | 3 de julio de 1991 Mayoría requerida: Absoluta (24/47) | Abstención |    |    | 1 | 1/47  |